# 1970年スペイングランプリ
1970年スペイングランプリ (1970 Spanish Grand Prix) は、1970年のF1世界選手権第2戦として、1970年4月19日にハラマ・サーキットで開催された。
レースはティレルのジャッキー・スチュワートが優勝し、マーチにF1初勝利をもたらしたが、運営上の不手際が相次いだ一戦となってしまった。

## レース前
前戦南アフリカGPの後、本レースのために各チームが再びハラマに集まるまで6週間のブランクがあった。この間、ほとんどのイギリスのチームは、ブランズ・ハッチで行われた非選手権レースのレース・オブ・チャンピオンズに参加した。同レースはティレルでマーチ・701を駆るジャッキー・スチュワートが制した。

## エントリー

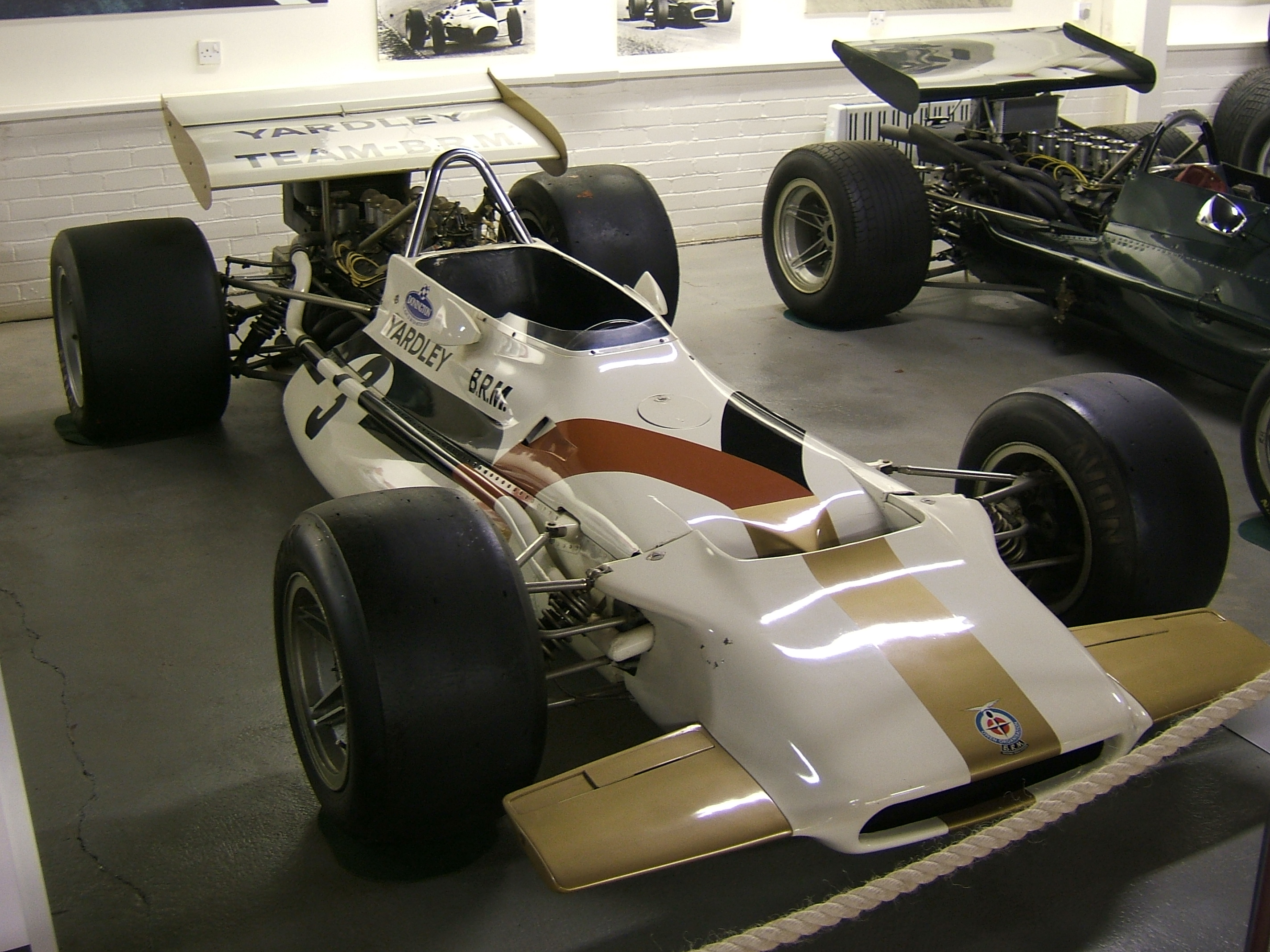
ヤードレー化粧品のスポンサードにより、カラーリングが一新されたBRM・P153（ドニントン・グランプリ・コレクション所蔵）

前戦南アフリカGPから顔ぶれはほとんど変わらなかったが、ロータスは楔形ボディの革新的な新車72を投入した。レギュラーのヨッヘン・リントとジョン・マイルズが72を走らせ、地元出身のアレックス・ソラー＝ロイグは49Cでスポット参戦する。マクラーレンは、スポーツカーレース用に開発されたアルファロメオV8エンジンを搭載したM7Dをアンドレア・デ・アダミッチに与えた。BRMはスポンサーにヤードレー化粧品が付き、エントラント名とマシンのカラーリングが変更された。

### エントリーリスト
| チーム                                             | No. | ドライバー                     | コンストラクター | シャシー | エンジン                         | タイヤ |
| -------------------------------------------------- | --- | ------------------------------ | ---------------- | -------- | -------------------------------- | ------ |
| ティレル・レーシング・オーガニゼーション           | 1   | ジャッキー・スチュワート       | マーチ           | 701      | フォード・コスワース DFV 3.0L V8 | D      |
| ティレル・レーシング・オーガニゼーション           | 16  | ジョニー・セルボ＝ギャバン     | マーチ           | 701      | フォード・コスワース DFV 3.0L V8 | D      |
| スクーデリア・フェラーリ SpA SEFAC                 | 2   | ジャッキー・イクス             | フェラーリ       | 312B     | フェラーリ 001 3.0L F12          | F      |
| ゴールドリーフ・チーム・ロータス                   | 3   | ヨッヘン・リント               | ロータス         | 72       | フォード・コスワース DFV 3.0L V8 | F      |
| ゴールドリーフ・チーム・ロータス                   | 19  | ジョン・マイルズ               | ロータス         | 72       | フォード・コスワース DFV 3.0L V8 | F      |
| ガーヴェイ・チーム・ロータス                       | 23  | アレックス・ソラー＝ロイグ     | ロータス         | 49C      | フォード・コスワース DFV 3.0L V8 | F      |
| エキップ・マトラ・エルフ                           | 4   | ジャン＝ピエール・ベルトワーズ | マトラ           | MS120    | マトラ MS12 3.0L V12             | G      |
| エキップ・マトラ・エルフ                           | 22  | アンリ・ペスカロロ             | マトラ           | MS120    | マトラ MS12 3.0L V12             | G      |
| ブルース・マクラーレン・モーターレーシング         | 5   | デニス・ハルム                 | マクラーレン     | M14A     | フォード・コスワース DFV 3.0L V8 | G      |
| ブルース・マクラーレン・モーターレーシング         | 11  | ブルース・マクラーレン         | マクラーレン     | M14A     | フォード・コスワース DFV 3.0L V8 | G      |
| ブルース・マクラーレン・モーターレーシング         | 20  | アンドレア・デ・アダミッチ     | マクラーレン     | M7D      | アルファロメオ T33 3.0L V8       | G      |
| ロブ・ウォーカー・レーシングチーム                 | 6   | グラハム・ヒル                 | ロータス         | 49C      | フォード・コスワース DFV 3.0L V8 | F      |
| モーターレーシング・ディベロップメンツ・リミテッド | 7   | ジャック・ブラバム             | ブラバム         | BT33     | フォード・コスワース DFV 3.0L V8 | G      |
| アウト・モトール・ウント・シュポルト               | 24  | ロルフ・シュトメレン           | ブラバム         | BT33     | フォード・コスワース DFV 3.0L V8 | G      |
| チーム・サーティース                               | 8   | ジョン・サーティース           | マクラーレン     | M7C      | フォード・コスワース DFV 3.0L V8 | F      |
| マーチ・エンジニアリング                           | 9   | クリス・エイモン               | マーチ           | 701      | フォード・コスワース DFV 3.0L V8 | F      |
| マーチ・エンジニアリング                           | 14  | ジョー・シフェール             | マーチ           | 701      | フォード・コスワース DFV 3.0L V8 | F      |
| ヤードレー・チーム・BRM                            | 10  | ペドロ・ロドリゲス             | BRM              | P153     | BRM P142 3.0L V12                | D      |
| ヤードレー・チーム・BRM                            | 15  | ジャッキー・オリバー           | BRM              | P153     | BRM P142 3.0L V12                | D      |
| ヤードレー・チーム・BRM                            | 21  | ジョージ・イートン             | BRM              | P153     | BRM P142 3.0L V12                | D      |
| フランク・ウィリアムズ・レーシングカーズ           | 12  | ピアス・カレッジ               | デ・トマソ       | 505      | フォード・コスワース DFV 3.0L V8 | D      |
| STPコーポレーション                                | 18  | マリオ・アンドレッティ         | マーチ           | 701      | フォード・コスワース DFV 3.0L V8 | F      |
| UTAレーシング・オーガニゼーション                  | 25  | ヴェルナー・ビッケル 1         | BRM              | P139     | BRM P142 3.0L V12                | D      |
| ピート・ラブリー・フォルクスワーゲン・インク       | 26  | ピート・ラブリー 2             | ロータス         | 49B      | フォード・コスワース DFV 3.0L V8 | F      |
| ソース:                                            |     |                                |                  |          |                                  |        |

追記
- ^1 - ビッケルはエントリーのみ[8]
- ^2 - ラブリーはマシンが準備できず欠場[8]

## 予選
レース前に主催者は決勝に出走できる台数を16に制限し、うち10台（ジャッキー・スチュワート（ティレル/マーチ）、デニス・ハルム（マクラーレン）、ジャック・ブラバム（ブラバム）、ジョン・サーティース（サーティース/マクラーレン）、グラハム・ヒル（ロブ・ウォーカー/ロータス）、ヨッヘン・リント（ロータス）、クリス・エイモン（マーチ）、ジャン＝ピエール・ベルトワーズ（マトラ）、ペドロ・ロドリゲス（BRM）、ジャッキー・イクス（フェラーリ））は自動的に決勝への進出を認めることにしたが、この決定は物議を醸し、ウィリアムズのフランク・ウィリアムズ代表は非民主的でかつ恣意的であると反論した。例えば、ヒルは土曜日にクラッシュしてマシンを壊したが、それによってタイムが出せなくても自動的に決勝へ進出できる。このルールがなければ決勝に進出できない可能性があった。
予選の結果、ブラバムがポールポジションを獲得し、2番手のハルムと3番手のスチュワートがフロントローに並んだ。ブラバムはこれがF1最後のポールポジションであった。2列目はベルトワーズとロドリゲス、3列目はエイモン、イクス、リントが占めた。しかし、予選開催中は決勝に出走できる台数が不明となってしまい、土曜の予選で下位に終わったドライバーは決勝に出走できるかわからなかった。さらに悪いことに一部の時間帯はスチュワードにより記録されなかった。ピアス・カレッジ（ウィリアムズ/デ・トマソ）はウォームアップでクラッシュしてマシンを壊し、決勝に出場できなくなった。
日曜の朝、CSI（国際スポーツ委員会）は決勝に出場できる台数を17（カレッジの欠場により実際には16）とすることを発表し、アンドレア・デ・アダミッチ（マクラーレン）、ジョン・マイルズ、アレックス・ソラー＝ロイグ（以上ロータス）、ジョー・シフェール（マーチ）、ジョージ・イートン（BRM）が予選落ちとなった。しかし、主催者は地元出身のソラー＝ロイグを決勝に出場させたいため各チームに嘆願書を出し、イートンを除く4台を突然グリッドに並べた。CSIはこれを認めず、グアルディア・シビル（国家憲兵）の協力を得て4台をグリッドから排除した。
これらの不手際により、グリッド順位決定のタイムと実際の予選タイムにはかなりの違いがあることに留意されたい。

### 予選結果
| 順位    | No. | ドライバー                     | コンストラクター            | タイム  | 差    | グリッド |
| ------- | --- | ------------------------------ | --------------------------- | ------- | ----- | -------- |
| 1       | 7   | ジャック・ブラバム             | ブラバム-フォード           | 1:23.90 | -     | 1        |
| 2       | 5   | デニス・ハルム                 | マクラーレン-フォード       | 1:24.10 | +0.20 | 2        |
| 3       | 1   | ジャッキー・スチュワート       | マーチ-フォード             | 1:24.20 | +0.30 | 3        |
| 4       | 4   | ジャン＝ピエール・ベルトワーズ | マトラ                      | 1:24.46 | +0.56 | 4        |
| 5       | 10  | ペドロ・ロドリゲス             | BRM                         | 1:24.50 | +0.60 | 5        |
| 6       | 9   | クリス・エイモン               | マーチ-フォード             | 1:24.65 | +0.75 | 6        |
| 7       | 2   | ジャッキー・イクス             | フェラーリ                  | 1:24.70 | +0.80 | 7        |
| 8       | 3   | ヨッヘン・リント               | ロータス-フォード           | 1:24.80 | +0.90 | 8        |
| 9       | 22  | アンリ・ペスカロロ             | マトラ                      | 1:24.90 | +1.00 | 9        |
| 10      | 15  | ジャッキー・オリバー           | BRM                         | 1:25.00 | +1.10 | 10       |
| 11      | 11  | ブルース・マクラーレン         | マクラーレン-フォード       | 1:25.00 | +1.10 | 11       |
| 12      | 20  | アンドレア・デ・アダミッチ     | マクラーレン-アルファロメオ | 1:25.15 | +1.25 | DNQ 1    |
| 13      | 8   | ジョン・サーティース           | マクラーレン-フォード       | 1:25.20 | +1.30 | 12       |
| 14      | 19  | ジョン・マイルズ               | ロータス-フォード           | 1:25.30 | +1.40 | DNQ 1    |
| 15      | 14  | ジョー・シフェール             | マーチ-フォード             | 1:25.38 | +1.48 | DNQ 1    |
| 16      | 12  | ピアス・カレッジ               | デ・トマソ-フォード         | 1:25.40 | +1.50 | 13 2     |
| 17      | 16  | ジョニー・セルボ＝ギャバン     | マーチ-フォード             | 1:25.46 | +1.56 | 14       |
| 18      | 6   | グラハム・ヒル                 | ロータス-フォード           | 1:25.54 | +1.64 | 15       |
| 19      | 18  | マリオ・アンドレッティ         | マーチ-フォード             | 1:25.70 | +1.80 | 16       |
| 20      | 23  | アレックス・ソラー＝ロイグ     | ロータス-フォード           | 1:25.80 | +1.90 | DNQ 1    |
| 21      | 24  | ロルフ・シュトメレン           | ブラバム-フォード           | 1:26.20 | +2.30 | 17       |
| 22      | 21  | ジョージ・イートン             | BRM                         | 1:26.40 | +2.50 | DNQ 1    |
| ソース: |     |                                |                             |         |       |          |

追記
- ^1 - CSIが決勝出場台数を17に制限したことに伴い予選落ち[9]
- ^2 - カレッジはウォームアップのアクシデントでマシンを壊したため、決勝出走を見合わせた[9]

## 決勝
スタート直後にジャッキー・オリバーのBRM・P153はコントロールを失ってジャッキー・イクスのフェラーリ・312Bに衝突し、まだ燃料が満タンだった両者のマシンは大きく炎上した。オリバーは無事に脱出できたが、イクスはレーシングスーツ全体に炎が燃え移った状態で救出され、軽度の火傷を負った。イクスは火傷に悩まされながらこの年の大半を過ごすことになる。マシンは2台とも完全に燃え尽きた。オリバーがフロントのスタブアクスル（車軸）の破損をチームに報告したため、BRM陣営はチームメイトのペドロ・ロドリゲスをピットへ呼び寄せリタイアさせた。
消火作業に手こずる間もレースはそのまま続行され、マーチ・701を駆るティレルのジャッキー・スチュワートが1度も首位を譲ることなく優勝し、F1世界選手権2戦目のマーチに初優勝をもたらした。なお、プライベートチームによるF1世界選手権レースの優勝はこれが最後である。デニス・ハルムはスタートでスチュワートに続いたが、イグニッション（点火装置）の問題でリタイアした。これでジャック・ブラバムが2位となったが、ジャン＝ピエール・ベルトワーズに追い抜かれた。しかし、ベルトワーズが32周目にエンジントラブルでリタイアし、ブラバムは2位に返り咲いた。代わってベルトワーズのチームメイトであるアンリ・ペスカロロが3位となったが、ペスカロロも2周後にエンジントラブルでリタイアした。これでジョン・サーティースが3位に浮上したが、レース中盤にギアボックスのトラブルにより順位を落としてリタイアし、ブラバムが62周目にエンジントラブルでリタイアすると、ブルース・マクラーレンが2位、マリオ・アンドレッティが3位に浮上してレースを終えた。
マクラーレンは最後の表彰台、入賞、完走を、アンドレッティは初の表彰台、入賞、完走を記録した。グラハム・ヒルは4位に入賞して通算獲得ポイントを279点とし、歴代1位のファン・マヌエル・ファンジオ（277.64点）を上回る新記録を樹立した。

### レース結果
| 順位    | No. | ドライバー                     | コンストラクター            | 周回数 | タイム/リタイア原因  | グリッド | ポイント |
| ------- | --- | ------------------------------ | --------------------------- | ------ | -------------------- | -------- | -------- |
| 1       | 1   | ジャッキー・スチュワート       | マーチ-フォード             | 90     | 2:10:58.2            | 3        | 9        |
| 2       | 11  | ブルース・マクラーレン         | マクラーレン-フォード       | 89     | +1 Lap               | 11       | 6        |
| 3       | 18  | マリオ・アンドレッティ         | マーチ-フォード             | 89     | +1 Lap               | 16       | 4        |
| 4       | 6   | グラハム・ヒル                 | ロータス-フォード           | 89     | +1 Lap               | 15       | 3        |
| 5       | 16  | ジョニー・セルボ＝ギャバン     | マーチ-フォード             | 88     | +2 Laps              | 14       | 2        |
| Ret     | 8   | ジョン・サーティース           | マクラーレン-フォード       | 76     | ギアボックス         | 12       |          |
| Ret     | 7   | ジャック・ブラバム             | ブラバム-フォード           | 61     | エンジン             | 1        |          |
| Ret     | 24  | ロルフ・シュトメレン           | ブラバム-フォード           | 43     | エンジン             | 17       |          |
| Ret     | 22  | アンリ・ペスカロロ             | マトラ                      | 33     | エンジン             | 9        |          |
| Ret     | 4   | ジャン＝ピエール・ベルトワーズ | マトラ                      | 31     | エンジン             | 4        |          |
| Ret     | 5   | デニス・ハルム                 | マクラーレン-フォード       | 10     | イグニッション       | 2        |          |
| Ret     | 9   | クリス・エイモン               | マーチ-フォード             | 10     | エンジン             | 6        |          |
| Ret     | 3   | ヨッヘン・リント               | ロータス-フォード           | 9      | イグニッション       | 8        |          |
| Ret     | 10  | ペドロ・ロドリゲス             | BRM                         | 4      | オリバーの事故後撤退 | 5        |          |
| Ret     | 2   | ジャッキー・イクス             | フェラーリ                  | 0      | アクシデント         | 7        |          |
| Ret     | 15  | ジャッキー・オリバー           | BRM                         | 0      | アクシデント         | 10       |          |
| DNS     | 12  | ピアス・カレッジ               | デ・トマソ-フォード         |        | 予選でアクシデント   | 13       |          |
| DNQ     | 20  | アンドレア・デ・アダミッチ     | マクラーレン-アルファロメオ |        | 予選不通過           |          |          |
| DNQ     | 19  | ジョン・マイルズ               | ロータス-フォード           |        | 予選不通過           |          |          |
| DNQ     | 14  | ジョー・シフェール             | マーチ-フォード             |        | 予選不通過           |          |          |
| DNQ     | 21  | ジョージ・イートン             | BRM                         |        | 予選不通過           |          |          |
| DNQ     | 23  | アレックス・ソラー＝ロイグ     | ロータス-フォード           |        | 予選不通過           |          |          |
| ソース: |     |                                |                             |        |                      |          |          |

優勝者ジャッキー・スチュワートの平均速度
140.350 km/h (87.209 mph)
ファステストラップ
- ジャック・ブラバム - 1:24.3（19周目）

ラップリーダー
太字は最多ラップリーダー
- ジャッキー・スチュワート - 90周 (全周回)

## 第2戦終了時点のランキング
|         | 順位 | ドライバー               | ポイント |
| ------- | ---- | ------------------------ | -------- |
| 2       | 1    | ジャッキー・スチュワート | 13       |
| 1       | 2    | ジャック・ブラバム       | 9        |
| 1       | 3    | デニス・ハルム           | 6        |
| 10      | 4    | ブルース・マクラーレン   | 6        |
| 9       | 5    | マリオ・アンドレッティ   | 4        |
| ソース: |      |                          |          |

|         | 順位 | コンストラクター      | ポイント |
| ------- | ---- | --------------------- | -------- |
| 2       | 1    | マーチ-フォード       | 13       |
|         | 2    | マクラーレン-フォード | 12       |
| 2       | 3    | ブラバム-フォード     | 9        |
| 1       | 4    | ロータス-フォード     | 5        |
| 1       | 5    | マトラ                | 3        |
| ソース: |      |                       |          |

- 注:  トップ5のみ表示。前半7戦のうちベスト6戦及び後半6戦のうちベスト5戦がカウントされる。